# هنري براينت بيغيلو
هنري براينت بيغيلو (بالإنجليزية: Henry Bryant Bigelow)‏ هو عالم أسماك أمريكي، ولد في 3 أكتوبر 1879 في بوسطن في الولايات المتحدة، وتوفي في 11 ديسمبر 1967 في كونكورد في الولايات المتحدة.